# アポロ・ンシバンビ
アポロ・ロビン・ンシバンビ（英語: Apolo Robin Nsibambi、1940年10月25日 - 2019年5月28日）は、ウガンダの政治家。1999年から2011年まで首相を務めた。

## 経歴
1940年10月25日生まれ。ジョン・E・チャーチとともに「イースト・アフリカン・リバイバル」を率いたシメオン・ンシバンビの子として生まれた。キングズ・カレッジ・ブドで高等教育を受け、ロンドン大学から経済学の名誉学士号を、シカゴ大学から政治学の修士号を、ナイロビ大学から医学士号をそれぞれ取得している。
1978年から1983年までと1985年から1987年まで、マケレレ大学の社会学部長を務め、1987年から1990年までは同大学の政治学部長を務めた。1994年から1996年までマケレレ社会学研究所所長を務めた。1996年から1998年まで公益事業相を務め、1998年に教育スポーツ相になり、1999年に首相に就任した。首相在任中の2003年から2007年10月までは、マケレレ大学の総長も務めた。
作家のポール・セローは旅行記“Dark Star Safari”中でのンシバンビとの対談で、大学在学中にンシバンビに家庭教師をしてもらったことを明かしている。
2019年5月28日、78歳で死去。

## 私生活
妻ローダとは2001年12月に死別し、2003年7月にエスターと結婚した。娘が4人と少なくとも5人の孫がいる。